# Афидна
Афидна (др.-греч. Άφιδνα, Ἀφίδνη, лат. Aphidna), также Афидны (др.-греч. Αφίδναι, Αφίδνες, лат. Aphidnae) — древний город и дем в аттической филе Эантида. Город располагался в 3 часах пути к востоку от Декелеи близ современных городов Афидне и Капандритион.
Страбон, ссылаясь на Филохора, сообщает, что Афидна была одним из 12 городов Аттики, основанных мифическим царём Аттики Кекропсом. По преданию, Афидны были взяты Кастором и Полидевком, сыновьями спартанского царя Тиндарея, называемыми Тиндаридами, узнавшими, что в этом укрепленном городе Тесей спрятал их сестру Елену. Елену и свою мать Эфру Тесей передал на попечение своему другу Афидну,  мифическому царю и герою-эпониму Афидн. Диоскуры обнаружили Елену и забрали её (и Эфру) обратно в Спарту, когда Декел, герой-эпоним соседней Декелии, раскрыл её убежище. За это во время Пелопоннесской войны спартанцы пощадили земли Декелеи. Город был укреплён и во времена Демосфена.
Доисторический акрополь древних Афидн сегодня отождествляют с холмом Котрони (365 м) на северном берегу озера Маратон, расположенным между поселениями Капандритион и Афидне. Холм Котрони вызывал интерес историков как минимум с начала XIX века. Англичанин Джордж Финлей пытался установить Котрони как древнюю Афидну, в основном используя топографический анализ и фрагментарные надписи. Он также сообщил об остатках средневековых укреплений, более поздних домах и церквях, древних кварталах и руинах чифликов, особенных османских уделов. В 1887—1888 году были обнаружены руины доисторической эпохи, что привело к частичным раскопкам. Раскопки в 1894 году производил археолог из Уппсальского университета Самуэль Виде, сотрудничавший с Германским археологическим институтом в Афинах. Раскопки обнаружили поселение бронзового века. Найдены были различные глиняные сосуды, ножи из обсидиана, мало вещей из золота, серебра и бронзы. Доисторические и более поздние обломки керамики были замечены на акрополе в 1960—1970-х годах. В 2005 году Афинский университет в лице Анны Пападимитриу-Граммену (Άννα Παπαδημητρίου-Γραμμένου) и профессора Платона Петридиса (Πλάτων Πετρίδης) инициировал систематические раскопки на акрополе, которые продолжаются.